# Fayez Tarawneh
Fayez Tarawneh, ou Fayez al-Tarawneh (en arabe : فايز الطراونة, Fāyiz aṭ-Ṭarāwinah), né le 1er mai 1949 à Amman où il est mort le 15 décembre 2021, est un homme politique jordanien, Premier ministre à deux reprises : du 20 août 1998 au 4 mars 1999 et du 2 mai 2012 au 11 octobre 2012.

## Biographie
Fayez Tarawneh a étudié en économie et a obtenu une maîtrise (1974), puis un doctorat (1980) de l'université de Californie du Sud. 
Il a été conseiller économique du Premier ministre (1984-1987), puis ministre des Approvisionnements (1988-1989), avant d'être nommé ambassadeur aux États-Unis puis au Mexique (1993-1997), ainsi que chef de la délégation jordanienne pour les négociations de paix. Fayez Tarawneh devient ministre des Affaires étrangères en 1997, puis l'année suivante, il est nommé à la tête du Palais royal, Premier ministre et ministre de la Défense. C'est pendant son mandat qu'eut lieu le décès du roi Hussein et l'accession au trône d'Abdallah II.
Le 26 avril 2012, il est nommé Premier ministre à la place d'Aoun Khassawneh, démissionnaire. Il prend ses fonctions le 2 mai 2012 et prend également le portefeuille de la Défense.